# Zumholz
Zumholz é uma comuna da Suíça, no Cantão Friburgo, com cerca de 441 habitantes. Estende-se por uma área de 1.88 km², de densidade populacional de 235 hab/km². Confina com as seguintes comunas: Alterswil, Brünisried, Guggisberg (BE), Oberschrot, Plaffeien.
A língua oficial nesta comuna é o Alemão.